# Estación Lavalle (Santiago del Estero)
Lavalle es una estación de ferrocarril del departamento Guasayán, en la provincia de Santiago del Estero, Argentina.

## Servicios
No presta servicios de pasajeros, sólo de cargas. Sus vías corresponden al Ramal CC del Ferrocarril General Belgrano. Sus vías e instalaciones están a cargo de la empresa estatal Trenes Argentinos Cargas.